# Mahir ad-Dahmani
Mahir ad-Dahmani (arab. ماهر الدهماني; fr. Meher Dahmani) – tunezyjski zapaśnik walczący w stylu wolnym. Wicemistrz Afryki w 2019. roku.